# Unió Celeste i Blanc
 Unió Celeste i Blanc, anteriorment Partit Celeste i Blanc, és un partit polític argentí de centredreta, fundat l'any 1987.
A partir del 2008 va ser liderat per l'exdiputat nacional i excandidat a governador de la província de Buenos Aires, Francisco de Narváez, qui després de concloure el seu tercer mandat com a diputat l'any 2015 es retira de l'escenari polític. Actualment el partit forma part de la coalició nacional La Llibertat Avança.

## Història

### Inicis
El partit es forma en un principi com a Partit Celeste i Blanc l'any 1987 originat a la Província de Buenos Aires. Sent reconegut legalment per la justícia electoral com a partit nacional el 9 de març de 1989.
Competeix per primera vegada a nivell nacional en les Eleccions legislatives de 1991, integrant la coalició Front Justicialista Federal a la província de Buenos Aires i Catamarca.
En les Eleccions provincials de Buenos Aires de 2007 va presentar per primera vegada a Francisco de Narváez com a candidat a Governador de la Província de Buenos Aires en l'aliança Unió-PRO al costat de Proposta Republicana, portant a Jorge Macri com a candidat a sotsgovernador.
En les Eleccions legislatives nacionals de 2009 es va presentar en aliança Unió-PRO, liderada per Francisco de Narváez, que incloïa als partits Proposta Republicana (PRO) de Maurici Macri i sectors pertanyents al Partit Justicialista (PJ) dissidents amb el kirchnerisme, i va triomfar en les legislatives de la província de Buenos Aires imposant-se enfront de la llista del Front Justicialista per a la Victòria encapçalada per Néstor Kirchner com també a la ciutat de Buenos Aires.
En les Eleccions presidencials de l'Argentina de 2011 va formar aliança amb la Unió Cívica Radical, sota la denominació Unió per al Desenvolupament Social (UDESO), portant com a candidat a president a Ricardo Alfonsín, quedant en el tercer lloc amb el 11,14% dels sufragis.

### Eleccions provincials de Buenos Aires en 2007
Francisco de Narváez es va presentar per primera vegada com a candidat a Governador de la província de Buenos Aires en 2007 en aliança amb Proposta Republicana, portant a Jorge Macri com a candidat a sotsgovernador per la coalició Unió-PRO. Va obtenir 1.047.126 vots (14,96%).

### Eleccions legislatives de l'Argentina de 2009
La llista de candidats d'Unió-PRO liderada per Francisco de Narváez va triomfar en les legislatives de la província de Buenos Aires pel 34,58% enfront del 32,11% del Front Justicialista per a la Victòria, que anava encapçalada per Néstor Kirchner.
L'aliança Unió-PRO incloïa als partits Proposta Republicana (PRO) de Maurici Macri i sectors pertanyents al Partit Justicialista (PJ) dissidents amb el kirchnerisme. Es va imposar en la crucial Província de Buenos Aires, coneguda com "la mare de totes les batalles", per ser dipositària de més d'un terç de la població, derrotant al mateix Néstor Kirchner; i també es va imposar a la ciutat de Buenos Aires, deixant l'oficialisme en quart lloc.

### Eleccions provincials de Buenos Aires en 2011
Després d'haver format amb Ricardo Alfonsín, candidat presidencial per Unió Cívica Radical en 2011, l'aliança Unió per al Desenvolupament Social (UDESO), de Narváez es va presentar en les Eleccions a Governador de Buenos Aires acompanyat per Mónica López. En les PAS havien aconseguit 1.282.099 vots (16,72%) aconseguint classificar així a les eleccions generals, en el qual va aconseguir 1.231.660 vots (15,85%).

### Eleccions presidencials de l'Argentina de 2023
Al novembre de 2022, el partit es va sumar a nivell nacional a la Llibertat Avanza el líder de la qual és Javier Milei per a competir en les Eleccions presidencials de l'Argentina de 2023.